# Elektronická konference
Elektronická konference představuje společenské setkání lidí z různých oborů ve virtuálním světě. Lidé spolu komunikují a sdílejí informace prostřednictvím internetu. Touto cestou si vzájemně předávají rady a diskutují o problematice. Osobní společenská setkání skupin či jednotlivců v různých oborech se nazývají konference. Osobní setkání představitelů firem, organizací nebo jiných společností a zástupců médií jsou tiskové konference.

## Dvě pojetí elektronických konferencí
- elektronické konference – univerzitní konferenční síť (také elektronické diskusní konference),
- elektronické konference – elektronická pošta,

## Rozlišení z hlediska způsobu distribuce příspěvků / nových zpráv
- moderované,
- nemoderované.

## Elektronické diskusní konference
- Elektronické veřejné konference
- Elektronické neveřejné konference

## Elektronické konference – univerzitní konferenční síť
Elektronické konference v podobě univerzitních konferenčních sítí jsou moderní aplikace umožňující přes www reálné propojení účastníků konference. Elektronické konference mají stejný průběh jako fyzicky pořádané konference. Přes elektronickou pozvánku na konferenci se zájemce o téma konference na konferenci zaregistruje. Aktivní účastník po splnění formálních náležitostí (sdělení kontaktních údajů, uhrazení konferenčního poplatku, upřesnění univerzitního pracoviště apod.) zasílá svůj příspěvek konference administrátorům (členům programového výboru). Příspěvky všech účastníků jsou zařazeny do databází a v první den konference zpřístupněny ostatním účastníkům. Chod elektronické konference je následně totožný s fyzicky pořádanou konferencí.

### Příklady konferencí
- BBS, Bulletin Board System
- Usenet

## Elektronický mailing list
Elektronický mailing list si může zřizovat každý majitel serveru zvlášť. Lze definovat alespoň dva typy e-mailových konferencí:
- zpravodaj (newsletter, seznam oznámení) se blíží původnímu smyslu, kdy byl pro firemní zpravodaje, periodika nebo reklamu používán distribuční list (seznam adresátů). Původně se to dělo prostřednictvím poštovního systému, ale s nárůstem počtu e-mailů se začal používat seznam e-mailů.
- diskusní skupina/seznam, umožňuje svým členům zveřejňovat své vlastní příspěvky, které jsou rozesílány všem členům skupiny (seznam adresátů). Diskusní skupiny jsou moderované nebo nemoderované.

### Příklady e-mail konferencí
- Google Groups, služba od společnosti Google, která poskytuje diskusní skupiny pro lidi sdílející společné zájmy,
- Facebookové skupiny, prvky rozšířené sociální sítě Facebook. Slouží ke sdružování určitého okruhu uživatelů, kteří zde mohou diskutovat, sdílet události, fotografie, dokumenty nebo zasílat zprávy ostatním.
- phpList, open source řešení pro správu e-mailových konferencí
- Sympa, software pro správu seznamu adresátů (MLM)
- knihovnický institut Národní knihovny ČR., AKM: akm-request@cvut.cz, DISKUSE@MEMORIA.CZ: info@memoria.cz, EKNIHY: eknihy@cvut.cz atd.

## Elektronické konference – mobilní zařízení
- Listserv (komerční software)[2]
- WhatsApp, mobilní aplikace pro zasílání zpráv s funkcemi skupinové diskuse.